# 沟纹截蛏
沟纹截蛏（学名：Solecurtus exaratus），是帘蛤目截蛏科毛蛏属的一种。主要分布于南海、中国大陆，常栖息在潮下带、生活在浅海泥沙质海底稍深处。